# 華麗なる食卓
『華麗なる食卓』（カレーなるしょくたく）は、『週刊ヤングジャンプ』（集英社発行）に連載されていた漫画作品。また、レシピをまとめた『美味なるレシピ編』も発刊されている。作者はふなつ一輝、監修は食文化研究家の森枝卓士。話数カウントは「その○」。

## 概要
カレー及びカレーに関する料理（サラダやインド料理など）を題材にした料理・グルメ漫画で、作中に登場した料理のレシピ（簡易アレンジ版もあり）が付いているのが特徴。世界初カレー漫画と謳っている。
また、ハウス食品とのコラボレーションでレトルトカレー「マキトのインド風バターチキンカレー 中辛」（1巻）、「マキトのイカ墨カレー 中辛」（2巻）、「マキトのインド風キーマ・マタール」（1巻）がコンビニ限定で発売された。
グルメ漫画ながら女性キャラクターによる過激な性的描写が頻出している。

## あらすじ

### 第一部
「近代亜細亜料理紀行」の著者、佐久間鋭司を探すため、兄弟子曽根崎総一郎の店「ガネーシャ」を探していた高円寺マキトは、ホームレス状態で3ヶ月彷徨っていたところを、総一郎の娘曽根崎結維に救われ、ようやくガネーシャに辿り着いた。しかし総一郎の姿は無く、店も経営不振状態だった。そこでマキトはガネーシャの再建に協力することになる。大手老舗料理屋・翠蓮によるガネーシャ買収工作や、店舗の焼失、結維に好意を持つかつての知人ライアンの挑戦などにより、マキトと結維は何度も危機に陥るが、そのたびに絆を深めていく。マキトは料理人としていろんな悩みや問題を抱えた客にカレーを食べさせ、本人の力になったりカレーを通して気付かせたりと、人間ドラマ的なエピソードも展開する。

### 第二部
関西編（大阪編）
「佐久間鋭司の実家が大阪にあるらしい」と 総一郎から教えられたマキトは大阪へと旅立ったが、またもやホームレス状態になり、「華屋敷」で食い逃げをしてしまう。その代金を払うために時給100円で働くことになり、そこで七瀬眞尋、甲斐谷晃と出会う。二ノ宮光生と一悶着の際に、大企業GIFCの藤堂早希より、料理選手権「エディブルファイト」への参加の誘いがあり、七瀬・甲斐谷と共に華屋敷チームの一員として「エディブルファイト」に参加することになる。関西地区予選の準決勝まで勝ち進んだが、「ミスターレジェンド」こと土門海に敗北、本戦に進むことはできなかった。
北海道編
土門にリベンジするためにマキトは華屋敷を辞め、土門を追って北海道へと渡った。函館で同じく土門を追っていた国東心と出会い、彼女と共に土門の元に向かうこととなる。土門に中々相手にしてもらえないことからしばらく一緒に生活することになったマキトは、そこでヒグマに襲われて重傷を負ってしまうが、土門と自分との料理の違いを悟り、ヒグマを追い払えたのだった。
エディブルファイト本選編
マキトは入院した病院で土門から、GIFCの社長が佐久間鋭司であることを聞き、佐久間鋭司に近づくためGIFC所属の10人の料理人軍団「エディブルガーディアン」となろうとする。その闘いに勝利、「エディブルガーディアンNo.7」の地位を手に入れる。
決勝戦で姿を現す佐久間鋭司に会うため、曽根崎結維をパートナーにして、エディブルファイトでのマキトの戦いが始まった。

## 登場人物
声優はネットラジオドラマ版。

### メインキャラクターとその関係者
高円寺マキト（こうえんじ まきと）
声 - 真殿光昭
主人公。初登場時は21歳。多くの国を渡り歩き、所持するカレーのレシピの数は300以上（GIFC調べ）の自称「カレー料理人」。スケベで女好きだが、料理に対する姿勢は本物で、何よりも客を大事にと心掛けている。大の負けず嫌いで、勝負で負けると叫んで暴れて勝つまで再戦を申し込んだりするかなり子供らしい一面もある。集中力を高める為、シナモンスティックを咥えながら調理する。調合したスパイスの比率すら判る程の抜群の嗅覚を持つ。酒はあまり強くない。料理の時に着ける真赤なバンダナと金髪、関西弁がトレードマーク。
日本人だが出身地はシンガポール。母親・高円寺美冬と二人暮らしだったが、マキトが12歳の時に交通事故で他界。その後は隣人の料理人・統次に料理人としての腕を鍛えられたが、母の作るカレーを同じ様に作る事が出来ず、その答えと自分の存在を知らない父・佐久間鋭司を探す為、シンガポールからインド、タイ、スリランカ、パキスタン等世界中を回り、19歳で日本に流れ着き、その2年後に唯一の手掛かりを持つ曽根崎総一郎の店「ガネーシャ」に辿り着く。しかし本人不在の為ガネーシャに1年近く居座り、曽根崎結維や向井新二と共に店を立て直す。総一郎が帰国して店に戻った事が切っ掛けで、佐久間の手掛かりを得て大阪へ渡る。「華屋敷」で食い逃げした事が切っ掛けとなり働き、七瀬眞尋と甲斐谷晃と共に「エディブルファイト」に出場、準決勝で土門海に敗れる。その後土門にリベンジする為北海道を訪れた際、函館で国東心と出会う。土門とは再会出来たが相手にされずしばらく一緒に生活する事になり、そこで野生のヒグマに襲われるが、その経験から料理とは「食べる側と食べられる側で成り立っている」事を理解し、土門の様に食材の善し悪しが視える様になる。土門から佐久間が現GIFCの社長である事を聞き、佐久間に近付く為東京に戻り、「エディブルガーディアンNo.7」として「エディブルファイト」に出場している。その後は再びガネーシャに居候しており、結維の志望する短大の近くのカレー屋「カレー大将」の雇われ店長も務めている。口癖は「快心の一食をお見舞いしたるワ」。
誕生日：1980年1月22日 身長：178cm 体重：74kg 血液型：A型
曽根崎結維（そねざき ゆい）
声 - 中島愛
メインヒロイン（但し「大阪編」は全体の約半分程の話数しか登場せず、「北海道編」に至っては殆ど出てこない）で、曽根崎総一郎の一人娘。初登場時は15歳の高校1年生。経営不振で潰れかけていた父の店「ガネーシャ」を諦められず、マキトと一緒に店を立て直す事を決意する。最初はマキトを信用してなかったが、マキトの料理に対する姿勢を見て彼を信頼するようになり、様々な店の危機をマキト、向井と乗り越えていく内に、マキトに惹かれていった。エディブルファイト本戦大会の決勝トーナメントでは、マキトのパートナーを務める。
家が料理屋である為ウェイトレスの仕事は得意だが、料理は下手。胸が小さい事にコンプレックス（物悲しい胸と言われると髪が逆立ち般若の様な顔になる）を持っており、泣き虫。またマキトの事になると妄想癖が激しく、強烈に嫉妬深い。穂積尚などに教え込まれて、性知識はかなり持っている。マキトとは両想いだが、肝心なところで邪魔が入ったりトラブルが起こったりするので、恋人同士の関係になかなか進まない。学校の出席日数は店の切り盛りもあり留年ギリギリだが、成績は学年1位を取ったこともあるほど優秀。
誕生日：1985年10月10日 身長：155cm スリーサイズ：B79/W57/H80（1巻）→ B80/W56/H80（30巻） 血液型：O型　
コミックス1・30巻のカバー裏担当。コミックス1･2･14･30巻の裏表紙担当。コミックス12･19･30･39巻の表紙担当。
穂積尚（ほづみ なお）
結維のクラスメイトでよき理解者。結維を弄って遊んだりちょっかいをだしたりしているが、仲は良い。若干ひねくれていはいるが、自分が悪かったら謝る根は素直な性格。向井新二と一緒に三陽軒というカレー屋を訪れてから、向井のことが気になり始め、その後付き合い出した。初登場時はロングヘアだったが、向井と付き合い始めた頃に髪を切った。マキトの事を「マッキー」、向井のことを「新ちゃん」と呼ぶ。体を動かすのが嫌いでカナヅチ。占いが嫌い。趣味はテレビゲームで外出先でも携帯ゲーム機を持ち歩いている。
誕生日：1985年12月8日 身長：160cm スリーサイズ：B84/W60/H89 血液型：B型
コミックス4巻の裏表紙担当。コミックス5巻のカバー裏担当。
五木田小百合（ごきた さゆり）
結維のクラスメイト。他に類を見ないほどブサイクだが、逆ナンが大好き。マキトのことを「マケト」と呼ぶ。登場した当初は尚に若干ウザがられていたが、いつの間にか結維を含め3人でつるむようになっていた。あだ名は「ゴッキー」。俵和田と付き合っている。
誕生日：1986年3月12日 身長：165cm スリーサイズ：B85/W70/H88 血液型：O型
コミックス7巻の裏表紙担当。コミックス8巻のカバー裏担当（初版のみ肌が白い｢白ゴキ｣、第2刷以降は黒い肌の｢黒ゴキ｣）。
宇童龍平（うどう りゅうへい）
声 - 乃村健次
翠蓮がガネーシャに差し向けた第一の刺客。株式会社「翠蓮」に雇われ、数々の店を閉店へ追い込んだことから「潰し屋」と呼ばれていた。しかし、当の本人は、父親の借金返済と妹の事故による入院費を支払うために仕方なく潰し屋をやっていて、妹の事故が翠蓮の仕業と知ったとき、マキトと共に翠蓮に復讐することを誓う。翠蓮を辞めた後は、夜通しでバイトをしている。風貌からヤクザと間違えられるが、本人もヤクザに知り合いがいるらしい。妹によると「ガラ悪い」「バカ」「女好き」「オッパイフェチ」。巨乳好きだが結維の貧乳だけは認めている。また、服の上からでも胸（ほぼ正確なサイズまで当てる）を透視できる特殊能力も持っている。閉所恐怖症で飛行機とピーマンが苦手らしい。本作中盤からマキトのパートナーとしてエディブルファイトに出場する結維に料理を教えている。
GIFCに潜入し、樋口尊という人物を探しているらしく、エディブルガーディアンのマキトを利用して、その所在を突き止める。妹の事故の黒幕が樋口であることを再確認し樋口と接触するが妹が事故からたちなおっていることもあり復讐することをやめた。
名前の由来は宇崎竜童から。
誕生日：1975年8月21日 身長：187cm 体重：95kg 血液型：A型 
宇童亜弥（うどう あや）
声 - 井本恵子
宇童の妹。元々、目が不自由でその上、翠蓮の第三事業部部長・森脇利紀の仕業で交通事故にあってしまう。それが原因で、外に出ることを拒んでいたが、マキトのカレーにより勇気付けられる。その後、外に出るようになり、皆と打ち解けていく。現在は麗奈の下でピアニストを目指している。
結城麗奈（ゆうき れいな）
声 - 平田絵里子
宇童の彼女。宇童の反対により、お金の援助はしていないが彼のことを信じており、お互い強い絆で結ばれている。職業はピアニストで、趣味はテニス。
誕生日：8月1日 身長：167cm スリーサイズ：B95/W61/H93 血液型：B型
コミックス3巻のカバー裏担当。
椎名トオル（しいな とおる）
翠蓮がガネーシャに差し向けた第二の刺客。父親の形見である2本の洋包丁を自在に操る和風カレーの料理人。「洋食館中尾屋」のシェフ。幼い頃、現エディブルガーディアンNO.4の忰田准一に父親を卑怯な料理勝負で店から追放させられ、そのことが元で唯一の肉親である父親が自殺したことからインドカレーを異常に憎んでおり、独断でガネーシャに放火まで行った。榊と組んでマキト・宇童組とカレー勝負を行うが敗れる。勝負後に放火の件を自首した。マキトのことを「マラジクン」と呼ぶ（※マラジとはインドの言葉で「料理人」の意味）。
第二部では出所して、ブロッサムに勤務して「エディブルファイト」に参戦。本戦トーナメントで、因縁の忰田と激突する。勝負寸前、父の死の秘密に暴走するが、マキトや由維の説得でやるべきことを理解し、遅れ馳せながら忰田に勝負を挑み、勝利する。
誕生日：1982年11月18日 身長：170cm 体重：56kg 血液型：B型
榊圭吾（さかき けいご）
詳細はル・グラン・フィー参照。
フランソワ・ルドワイセン（Francoise Ledoyen）
詳細はル・グラン・フィー参照。
高円寺美冬（こうえんじ みふゆ）
マキトの母親。関西からシンガポールに移り住み、安宿をやっていて、彼女がつくって出すチキンカレーは評判がよく、そのことがきっかけで当時ルポライターの仕事をしていた佐久間鋭司と知り合い、2人の間にマキトが生まれた。しかし佐久間はマキトが生まれる1年近く前にシンガポールを離れていて、彼が戻ってくることをずっと信じていたが、36歳の誕生日の日に交通事故で他界。マキトが手首につけているブレスレットは美冬の形見。
コミックス8巻の裏表紙担当。

### ガネーシャ
曽根崎総一郎が店舗を借り、開いた東京都杉並区にあるカレー屋。経営不振で潰れかかったため、総一郎は再び修行に出かける。マキトが訪れてからは結維との約束で店を再興させる。この店の土地を狙う翠蓮の手により何度も危機に陥るが、何度もそれをくぐり抜けていく。椎名トオルに放火された後は、改装され象の神様であるガネーシャをシンボルとした外観で新装開店を果たす。総一郎が戻ってからは彼が店長として再びガネーシャの厨房に立つことに。現在、従業員としてカレ研の香西をアルバイトとして雇っている。
曽根崎総一郎（そねざき そういちろう）
声 - 高瀬右光
マキトの恩人でありガネーシャの店長。シンガポールで修行中にマキトと同じ店で働いていた。マキトがガネーシャを訪れる前日に、店が経営不振のため再びカレーの修行をしに、シンガポールまで旅立った。それから1年後、ライアンからマキトのことを聞きつけて、急遽ガネーシャに戻ってくる。最初は、ガネーシャを閉めることを決めていたが、マキトと結維のおかげで店を続けることを承諾する。好きな食べ物は和食。マキトには「総さん」と呼ばれ慕われているが、本人は表面上煙たがっているように振舞っている。しかし内心ではマキトの実力を認めている。親バカで娘を愛しているが、結維とマキトの仲がよいのは気に入らない模様である。ちょび髭で寡黙な中年男性。カレーの腕前はマキトを越える実力を誇る。料理に対して真摯に打ち込み、修行を怠らず、その料理する姿は見るものを圧倒する魂のこもった迫力を持つ。
曽根崎優子（そねざき ゆうこ）
結維の母親。弁護士をしていて、総一郎と別居していたが、総一郎がシンガポールから帰国してからは仕事をやめて、お店の手伝いをしている。
高村初美（たかむら はつみ）
結維の従姉妹。総一郎の兄の娘。料理が全然出来ないため、結維に教えを乞いにガネーシャにやってきた。が、結維の腕前はからっきしなので、色仕掛けでマキトにインスタントカレーの作り方を学ぶ。マキトが関西へ旅立った後に結婚した。
高村千尋（たかむら ちひろ）
初美の娘。マキトと結維が休日に急に預かることになる。
誕生日：11月9日 身長：78cm 体重：10.5kg 血液型A型
コミックス23巻のカバー裏担当。
源さん（げんさん）
声 - 青木強
本名は不明だが、総一郎が昔いた頃からのガネーシャの常連客。禿頭の初老の男性。老人というと怒る。
タンク篠崎（たんく しのざき）
声 - 山口眞弓
ガネーシャの常連客。本名は篠崎心水（しのざき もとみ）。愛仙女子大学時代にプロレス部に所属していたためかなりデブだが、ある男性のために別人に見えるほどダイエットしたことがある（すぐにリバウンドした）。現在は、OLを辞めて女子プロレス団体に所属している。得意技はシャイニング・ウィザードとエクスカリバー。
誕生日：1979年9月7日 身長：172cm スリーサイズ：B86/W60/H92（ダイエット成功時） 血液型A型
コミックス9巻のカバー裏担当。
天野（あまの）
篠崎の大学時代の友達で現在はOL。篠崎とともにマキトが開いたガネーシャに訪れ、以降常連客となる。篠崎のことを「篠ちゃん」と呼び、マキトのことを「美形くずれ」と呼んだ。美形が大好きではあるが、お世辞にも美形とは呼べない石毛と付き合っている模様。
石毛（いしげ）
天野の中学校の同級生。職業は土建屋で相当なパワーを持ち、マキトを数メートル投げ飛ばしたこともあるほど。真面目で一途な性格で、優しく一生懸命。不器用でブ男と自称しているが、現在は美形好きの天野と付き合っている模様。なお、初登場の回以来たびたび登場するがほとんどセリフがない。
月嶋彩乃（つきしま あやの）
女性警察官。アガリ性のため人前で普通に話すことができないため、「日本一威厳のない婦警」と言われるが、マキトのカレーを食べることで人前で話せるようになった。同時に苦手だった辛いものを克服した。街の人気者で若者達から「彩乃ちゃん」と慕われている。相方に「日本一威厳のある婦警」といわれる通称爆弾岩がいる。趣味はオンラインショッピング。
誕生日：10月28日 身長：159cm スリーサイズ：B85/W58/H88 血液型O型
コミックス4巻のカバー裏担当。
桜井坂雄三（さくらいざか ゆうぞう）
代議士。「翠蓮」の常連で、マキトと椎名トオルの和風カレー勝負の審査員だった顔のでかい男。ガネーシャが新装オープンした際、来店した。最初はマキトのくわえているシナモンスティックを煙草と勘違いして激昂したが、今ではその実力を認め、なんだかんだで嫌ってはいない様子。
杉浦春美（すぎうら はるみ）
元祖カレーパンの老舗パン屋「カナリア」で働く女性。1日100個限定の人気商品のカレーパンを作るパン職人である祖父のために、高齢の人でも食べやすいカレーパンを創作しようと試行錯誤していた。ガネーシャのマキトのカレーに惹かれ、マキトにカレーの作り方を乞い、2人で今までに無いカレーパンを創り上げる。趣味はパン作りとダイエット。『華麗なる食卓』中最大のバストサイズを誇る。
誕生日：1980年2月25日 身長162cm スリーサイズ：B97/W62/H99 血液型A型
コミックス7巻のカバー裏担当。
俵和田（たわらわだ）
集英大カレー研究会通称「カレ研」会長でカレーが大好物。マキトのおかげで辛いだけがカレーではないことを知り、以降ガネーシャの常連に。肥満体の男性。親が島を所有するほどの大金持ち。五木田と付き合っている。
香西（こうざい）
俵和田と同じく「カレ研」の一員。カレーは好きだが、辛いものは苦手。俵和田に連れられてガネーシャへ。マキトが関西へ旅立った後、ガネーシャでバイトとして働く。
園田舞（そのだまい）
ある晩1人で来店してきた、父子家庭で育つ小学生の少女。素直で健気な父親思い。マキトのことを猿のキャラクター「モンチキ」にそっくりであることから「モンチキ」と呼ぶ。父は5年前に離婚して以来、男手一つで彼女を育てている。親子仲は良好。
コミックス9巻の裏表紙担当。
村岡（むらおか）
ガネーシャの店舗所有者。店の経営に苦しんでいた頃の姿を見て勘違いをし、総一郎に店をやめるよう言ったが、楽しそうに料理を作る総一郎の姿を見て宣言を撤回。ガネーシャは存続することになった。気難しそうな老人ではあるが、話がわかる優しい人。
一ノ瀬陽（いちのせ あかり）
ガネーシャの仕入先のヒツジを育成・販売するイチノセファームの手伝いをしている女性。21歳。祖父母両親の5人家族。彼女の父親は曽根崎総一郎と20年以上の古い付き合いの友人。マキトが対デバブラタ戦に向けて羊肉を調達するため、総一郎に紹介された。マキトとはアクシデントで一緒に風呂に入ったことがある。マキトの試合の応援にも来た。喫煙者。趣味は麻雀。
誕生日：4月9日 身長：156cm スリーサイズ：B88/W63/H90 血液型：O型
コミックス22巻のカバー裏・裏表紙担当。

### 翠蓮
有名な高級料亭。ガネーシャの店を買い取り、支店にしようと目論んでいる。ガネーシャを手に入れるためなら卑劣なことも平気でする。椎名が負けてからは手を出すのをやめた。
金森（かなもり）
声 - 川中子雅人
翠蓮の第三事業部の社員。ガネーシャを手に入れるため卑怯な手段も平然と使い、宇童と椎名を送り込む。だが本人も会社人間としての意地とプライドでやっていることなので、それもまた彼の生き様。自分の邪魔をする者は決して許さないという信条をもつ。身分が上である森脇を心の中では見下している。
森脇利紀（もりわき としのり）
翠蓮の第三事業部の部長。金森以上に卑劣な手を使い、ガネーシャの土地を手に入れようとする。宇童を潰し屋として自分の手中に収めるため、彼の妹亜耶を交通事故に遭わせた。宇童が負けた後は使い捨ての如く、彼を放火犯に仕立て上げる。

### 黄花楼
マキトがガネーシャを訪れる2年前に、3ヶ月程働いていた洋食屋・黄花楼（おうかろう）。店主兼料理長は宗方重光。店の人気商品はエビカレー。
エディブルファイト関東地区予選で準優勝する。エディブルファイト本戦リーグではAブロック。Aブロック第2戦で「青森 アスタリスク」と対戦。44対48で勝利。
ホテルインペリアリには敗れる。第7戦琉球庵と戦い49対48で勝利。第9戦高円寺マキトと戦い47対49で敗れる。最終成績2勝2敗でAブロックリーグ敗退。
向井新二（むかい しんじ）
黄花楼のシェフで、初登場時は19歳。黄花楼に入りたての頃は、上の人間から全く料理を教えられず、包丁もろくに使えなかったため、宗方陽子の提案で結維の学校の出席日数不足の緩和と自身の修行も兼ね、出向という形でガネーシャの手伝いをすることになる。それから約1年、マキトにつきっきりで料理を教えられ、実力を大幅に上げて黄花楼では欠かすことのできない存在になった。本作で唯一、マキトと師弟関係を持つ（結維もマキトから料理の指導を受けているが、結維は宇童龍平からも指導を受けているため、マキトの純粋な弟子は向井一人）。普段はおとなしい性格だが、車のハンドルを握ると豹変し、暴走する走り屋になる。現在は結維の友達の穂積尚の彼氏。
エディブルファイトに関東地区予選で準優勝を果たし、黄花楼代表として松部と共に出場している。
宗方陽子（むなかた ようこ）
結維のクラスの担任が入院、副担任が産休のため、替わりの教師として赴任。英語担当。「黄花楼」の店主・宗方重光の娘。結維の出席率の低さを解消するため、向井をガネーシャに出向させる。マキトが黄花楼で働いていた時に恋仲になりかけたが、酒癖が悪いためにマキトに逃げられた。マキトを「マーちゃん」と呼ぶ。特技はSMプレイで酒に酔うと女王様に扮する。
誕生日：1978年4月16日 身長164cm スリーサイズ：B89/W60/H90 血液型AB型
コミックス2巻のカバー裏担当。コミックス3巻の裏表紙担当。
宗方重光（むねかた しげみつ）
洋食屋「黄花楼」の三代目店主兼総料理長。陽子が幼い頃、調理場で遊んでいた彼女をかばったため、右目に傷を負っており、陽子からもらったアイパッチをつけている。
松部信之助（まつべ しんのすけ）
黄花楼のシェフ。料理の腕は確かだが、嫌味な性格をしている。結維に一目ぼれするが、全く意識されていない。エディブルファイトに向井と共に出場する。得意カレーは「貝柱カレー」。

### 華屋敷
大阪府心斎橋にある創業60年の老舗料理店。マキトが佐久間鋭司の手がかりを見つけるため、ガネーシャを去って大阪に来た数ヵ月後に、食い逃げをした洋食屋。初めはマキトを、食い逃げ代を払わすため、時給100円で働かせていたが、マキトの料理の腕を認めて正式に雇う。エディブルファイトにはマキトは七瀬、甲斐谷とこの店のチームの一員として出場したが、関西大会地区予選の準決勝の相手・土門海に敗れてしまい、本戦大会出場権を逃したが、地区予選2位の｢アジメール｣の不正により行われた3位決定戦で｢キェーン｣に勝利して、地区代表枠として本戦大会に出場するが、マキトが華屋敷を辞めてしまったために、本戦メンバーにマキトは含まれていない。
七瀬眞尋（ななせ まひろ）
大阪編のヒロイン。華屋敷でシェフを務める女の子で、初登場時は20歳。小さい頃から母親と一緒に食べていた華屋敷のカツカレーが大好きで、自分の作ったカツカレーを母に食べさせてあげたいという思いから、華屋敷のシェフになる。そのためカレーに対する思い入れは人一倍強い。マキトに｢食い逃げクン」という愛称を付けたが、マキトからはその巨乳により｢Fカップちゃん｣という愛称を付けられた。
家族は母親と弟。母親に「彼氏ができない」と言われることを気にしている。
正式な名前の表記は「眞尋」だが、作中では「真尋」と表記される事が多い。
華屋敷ではミニスカートで、オーバーニーソックスかサイハイソックス（いずれも色は黒）を穿いている。靴はスニーカー。
髪の長さは肩より少し上の長さ。華屋敷では左側をゴムリボンで左肩に寄せて縛り、右側は縛らずそのまま長く伸ばして垂らす髪型をすることが多い。右側を縛らないのは「両方縛るとダサすぎる」から。ビッフィーくん（ヤクザっぽい凶暴な風貌や河内弁を使うミッフィー風のウサギのキャラクター）を集めるのが好き。趣味はカレー作りと酒集めと競馬。
誕生日：1983年6月12日 身長：168cm スリーサイズ：B95/W61/H96→ B95/W61/H90（33巻）血液型：O型
コミックス10巻のカバー裏・表紙・裏表紙担当。13巻の表紙担当。21巻、33巻の裏表紙担当（21巻は幼少時）。
甲斐谷晃（かいたに あきら）
華屋敷のチーフの長髪の男性。東京出身で、以前は「ホテルグランディア東京」という一流ホテルのシェフ。料理を始め様々な分野の知識を持ち、それを駆使して料理を作る。フランス料理にも精通している。最初は経営・売上を重視しマキトと反発していたが、彼との勝負に敗れ「客を喜ばせる心」に気付き、その後は華屋敷の良きリーダーとして店をまとめている。敬という天才肌の兄を持つ。幼少の頃から｢天才、敬の弟｣と周りから比較され、劣等感に苦しみながら育ち、両親から料理の腕を褒められたが、天才の兄にはかなわず、自分が料理を作る意味はエゴのためだったと気が付いてしまう。それでも自分には料理の道しかないと思っていたため、兄と一生比較され続けるかもしれない料理の道を選んだ。調理師学校、ホテルグランディア東京時代も兄と比較され続けていたが、自分のことを唯一見つめてくれていた相田香緒理に対して初めて｢人のために料理を作り想いを伝えたい｣と思うようになる。
コミックス15巻の表紙担当。
姫野小雪（ひめの こゆき）
華屋敷の支配人の孫娘で、バイトで華屋敷のフロアの手伝いをしている。華屋敷のみんなから「姫」と呼ばれ、口がうるさく、わがままな支配人でも彼女の前では頭が上がらない。仕事中毒の両親のもとで育ったため非常に寂しがり屋で、自分を「必要ない子」だと思っている。マキトに興味をもち、何度も誘惑しようとするが、ことごとく失敗している。20歳以上の女性はオバちゃんだと思っており、そのことで七瀬を馬鹿にして怒らせている。マキトの事は「マッピー」と呼んでいる。マキトや光生に子供の頃の数少ない思い出の「パイナップル入りカレー」をオネダリした。
後に光生の子供を身ごもる。趣味はカラオケ。:誕生日：7月25日 身長：162cm スリーサイズ：B83/W58/H88 血液型：B型
コミックス11巻のカバー裏・裏表紙担当。
松前（まさき）
華屋敷の料理長。髭面で男前。洋食に限らず、他の料理にもかなりの知識がある。マキトの持っていた刃物をすぐに包丁だと気付いた人物。マキトの実力に目をつけ華屋敷の正社員に勧誘した。よく眞尋に逆セクハラされている。エディブルファイト決勝トーナメントで華屋敷の面々の成長を見届け、後を託して退職し自立することを決意。直後に眞尋の告白を受けて彼女と共に東京で小さなレストランをオープンする。
二ノ宮光生（にのみや こうせい）
元華屋敷調理部チーフ補佐。見た目はヤンキー。細かいスパイスの調合を判別できるほどの鋭敏な舌を持ち、レシピのない華屋敷のカレーの味の絶対的決定権を持っていた。小雪と関係を持ったために華屋敷をクビになる。
マキトとの因縁のため、エディブルファイトに一般部門で出場する。が、GIFCからはマキトの力量を測る為のバロメーターとして利用されていた。関一大の首席・苅田勉を一次予選突破のためだけに代表として出場させる。一次予選は苅田の知識のおかげで2位突破。順当に二次予選もこなし、Aブロック一回戦第7試合でメナムと戦い、苦戦するも勝利。続く二回戦第4試合で試合前に車に轢き逃げされてしまうが、気合い（苅田と共に服を脱ぎ捨て上半身裸で調理）と根性でホットランドに快勝する。関西予選準々決勝第2試合で華屋敷とテーマドライカレーで対戦する。両者ほぼ互角の戦いを繰り広げるも、ドライカレーのくくりの差で負けを認め、準々決勝敗退。その後華屋敷に復帰し、松前・甲斐谷・七瀬が店を去った後、華屋敷の料理長に就任した。
コミックス14巻の表紙担当。
支配人
本名不明。華屋敷の支配人をしている。姫野小雪の祖父。小柄で禿頭の老人。性格はケチで守銭奴で、よく職員の給料を減給にする。日本酒（志電戒）が大好物でいつも片手に持っている。料理の知識はかなりのもの。小雪を溺愛し、かなり甘やかしている。小雪と関係を持った二ノ宮光生をクビにした。マキトが北海道へ旅立ったのを理由に休職を認めず、マキトをクビにする。
フロアマネージャー
本名不明。華屋敷のフロアのマネージャーで、眼鏡をかけている人のいい男性。間が悪い。
丸山（まるやま）
華屋敷のキッチンで働いている丸く太った男性。浅学で仕事もあまり真面目にやっていない様子。マキトがいない間は皿洗いを担当しているところから、華屋敷では立場は低い。
大林（おおばやし）
華屋敷のフロアリーダーの顔の大きい女性。熱が40度になるまで働き続けようとするほど仕事熱心。

### ホテルグランディア東京
東京にある一流ホテル。1日300食以上、年間1万食作っている。以前甲斐谷が勤めていた場所でもある。
工藤大樹（くどう たいき）
ホテルグランディア東京のメインダイニングのシェフ。曽根崎総一郎を師匠と仰いでいる。思ったことを口にするストレートな性格で、登場時は嫌味たっぷりに華屋敷の悪口を並べたため、マキトと料理勝負することになった。自分の料理しか見えていなかったせいで、料理を食べる人のことを考えていたマキトに敗北を喫する。甲斐谷がホテルグランディア東京にいた頃は彼を慕っていた。甲斐谷敬の技術力に圧倒され、彼に追いつこうと考えるあまり、料理の技術を磨くことだけにしか集中出来なかった。マキトとの勝負後は、言葉に若干棘は残るものの、多少丸くなった。
相田香緒里（あいだ かおり）
ホテルグランディア東京に勤めるパティシエ。甲斐谷とは料理学校の頃からの付き合いで、同じくホテルグランディア東京に就職した。秀才・甲斐谷晃に興味を持ち、常に孤独でいた彼によく構っていた。そのうちいずれ好きになってしまった様子。敬がホテルグランディアに来た際、劣等感を抱いた甲斐谷はホテルを去ってしまい、そのことに心を痛めてしまう。その後、敬と付き合うようになり婚約者となる。甲斐谷と敬の料理勝負の果てに、甲斐谷から祝辞をもらいわだかまりは解けた。趣味はガーデニング。
誕生日：12月7日25歳 身長：158cm スリーサイズ：B85/W58/H86 血液型：O型
コミックス15巻のカバー裏・裏表紙担当。
甲斐谷敬（かいたに たかし）
ホテルグランディア東京にヘッドハンティングされたメインキッチンの副料理長。甲斐谷晃の実兄。本場パリで修行してきた実力者。幼い頃からスポーツに勉強となんでも完璧にこなしてきた、天才で優等生。小学生の頃に料理の楽しさを覚え、以降料理の道へ進むことに。独創的で大胆な発想の料理を実現する高い実力を持つ。相田香緒里の婚約者。晃との料理勝負の結果、晃の実力を認めホテルグランディアに帰ってこないかと誘う。人間的にもよく出来た好人物。

### GIFC
大手食品企業｢Global International Foods Company｣の略称でエディブルファイトの主催者。日本の調理技術の向上を目的としてエディブルファイトを開催している。
恵那鋭司（えな えいじ）
GIFC代表取締役社長。旧姓「佐久間鋭司」。マキトの父親であり、ずっと探してきた人物。若い頃はアジア各国の食文化を取材してまわるルポライターの仕事をしていて、高円寺美冬と知り合う。その後、仕事の関係でGIFCの社長の一人娘と知り合い、男児のいなかったその女性方に婿養子として入り義父の会社に籍を置くことを条件に仕事を捨てその女性と結婚する。その1年後に2人の間に恵那恵が生まれる。現在は多忙な身で、会社にほとんどいないがエディブルファイト本戦大会決勝戦当日には確実に戻ってくる。むっさんの取り成しで結維と会話するが、別れた直後に交通事故に巻き込まれマキトと会うこと叶わぬまま、帰らぬ人となる。
恵那裄成（えな　ゆきなり）
GIFC社長・恵那鋭司の義理の息子（恵那恵の母（再婚）の連れ子なので、鋭司と血縁関係はない）で、恵の異父兄、マキトとは血縁関係の無い義理の兄である。長らく、実質的にエディブルガーディアンを指揮する謎の人物として登場していたが、遂に正体が明らかになった。恵那鋭司の隠し子（実際には隠していたわけではなく、長らく存在を知らなかったと言えるが）であるマキトの存在があったせいで、自分は親から十分に愛してもらえなかったと思って恨んでおり、ずっと復讐の機会を伺っていた。鋭司が急逝したため自分を認めさせることが出来なくなり、やり場のない憤りと復讐心の全てをマキトに向け、容姿が瓜二つである下丞を装い、マキトの大切な女性とされている結維に近づく。
郡山邦彦（こおりやま くにひこ）
GIFC東京本社の第一事業部部長兼エディブルファイト運営本部長。さらに、エディブルガーディアンを指揮する権限を持っているが、それは表の姿であり、裏では裄成に弱みを握られて有能な上司を演じさせられている。エディブルガーディアン総指揮で、ガーディアン達には「総指揮」と呼ばれている。
藤堂沙貴（とうどう さき）
GIFC東京本社に勤務している女性社員で主任。26歳（13巻）→27歳（40巻）。エディブルガーディアン達との連絡係等を執り行う。特に土門や恵とは一緒に食事に行く等個人的な親交もある様子。関西地区予選Aブロック準決勝「真彩館」対「華屋敷」の審査員を担当し、スケールの違いで真彩館に勝利の判定を下した。裄成直々の命令で動いている様な描写もある上、社長である恵那鋭司が探しているマキトの事を、何故か知っていながら隠している。眼鏡の似合う知的な美人だが怒らせると威圧感が凄まじい（汚物を見る様な視線で睨み付ける）。
誕生日：5月16日 身長：162cm スリーサイズ：B85/W59/H89（14巻）→B87/W60/H91（43巻） 血液型：A型
コミックス14巻・43巻のカバー裏担当。
末永（すえなが）
関西地区予選Aブロック一回戦第5試合「華屋敷」対「神戸ヘルシー亭」の審査員を担当した。一見人が良さそうで実はそうではない曲者。間延びし、回りくどい語り口調で話す小太りの男。神戸ヘルシー亭の野菜カレーを絶賛するも、それはテーマに沿っていないため当然の如く華屋敷に勝利の判定を下した。
八木沢杏（やぎさわ あん）
GIFC本社に勤務している女子社員。関西地区予選Aブロック二回戦第3試合「華屋敷」対「鳰」戦、三位決定戦の審査員を担当した。マキトに胸を触られたために、対戦相手の勝ちにしようとした。審査員として試食するたびにその料理の味に感激し、絶頂するリアクションを取る。GIFCのリアクション女王と影で呼ばれている。マキトを人間としては認めていないが、彼の作る料理だけは好き。Hカップ。処女。マキトからはフルネームで呼ばれているが、嫌がっている。
誕生日：1978年10月25日 身長：164cm スリーサイズ：B93/W60/H86（12巻）→B93/W59/H86（40巻）血液型A型
コミックス12巻のカバー裏・裏表紙担当。21巻の表紙担当。40巻のカバー裏担当。
石崎（いしざき）
GIFC東京本社の社員。関西地区予選Aブロック準々決勝第2試合「華屋敷」対「二ノ宮光星」の審査員を担当した。がっちりした体格で、髪型はオールバックの細目の男性。華屋敷とコーセーの甲乙付け難いドライカレー勝負にて、観客の歓声に飲まれて一度はコーセーの勝利にしようとしたが、乱入した蓮見の解説により、華屋敷の方が優れていると理解し、華屋敷に勝利の判定を下した。
吉村弘一（よしむら ひろかず）
GIFCの社員。関西地区予選Bブロック準決勝「アジメール」対「キェーン」の審査員を担当するが、不正によりアジメールを勝利とする。アジメールの代表と密会していたところを目撃されていたことにより発覚する。
米村一公（よねむら かずまさ）
GIFCのアドバイザー。
中村主膳（なかむら しゅぜん）
エディブルファイト本戦で特別審査員を務めるフードエッセイスト。エディブルガーディアンNo.7の座を賭けたマキトと越智の戦いの審査員を担当した。料理の知識が豊富で人のいい男性だが、語りだすと止まらない。
中村美優（なかむら みゆう）
中村主膳の娘。5歳。ウサギが大好きで、好物はラムネとラーメン。マキト対越智戦で母親が美容院に行ってしまったため父親に連れてこられた。
誕生日：9月19日 身長：102cm スリーサイズ：不明 血液型A型
コミックス19巻のカバー裏・裏表紙担当。
渡部みなも（わたなべ みなも）
晶愛保育短期大学1年で結維の先輩。エディブルファイトのコンパニオンのアルバイト、エディブルガールとして働く。筋金入りのドジっ娘。エディブルファイトAブロック第6戦高円寺マキト対青森アスタリスク戦のエディブルガール・ドラゴンキッチン（マキト側）を担当する。マキトの料理を運んでいる最中に転倒し、ひっくり返してしまうが、マキトの機転により危機（マキトの）を脱出する。青森アスタリスクよりも強敵であった。
誕生日：12月12日 身長：162cm スリーサイズ：B89/W59/H88 血液型O型
コミックス24巻のカバー裏担当。
藤窪愛利（ふじくぼ あいり）
エディブルファイトのコンパニオンのアルバイト、エディブルガール。渡部みなもがマキトに弁当を作ってもらったお礼に開いた合コンの出席者。ひょんな事からマキト、向井、松部の料理対決を提案する。ある一言を三人に囁き、三人の対抗心を煽った。ニューハーフで股間のシンボルはまだ健在。
誕生日：7月2日 身長：168cm スリーサイズ：B90/W65/H85 血液型A型
コミックス27巻の表紙・カバー裏・裏表紙担当。
子安永美（こやす えみ）
エディブルファイトのコンパニオンのアルバイト、エディブルガール。渡部みなもがマキトに弁当を作ってもらったお礼に開いた合コンの出席者。エディブルファイトAブロック第9戦、高円寺マキト対黄花楼戦のエディブルガール・タイガーキッチン（マキト側）を担当する。
誕生日：11月10日 身長：165cm スリーサイズ：B86/W60/H85 血液型A型
コミックス27巻の表紙担当。28巻のカバー裏担当。
下丞（しもじょう）
GIFCの社員。結維が短期バイトで働いている頃知り合った青年。結維に好意を寄せているが報われない。もちろん彼女はいない。結維に頼まれてGIFCの社長である恵那鋭司のことを調べ始める。恵那裄成とは瓜二つの容姿であり、裄成を支社で見かけた同僚からは「そっくりなヤツがいた」とまで言われている。
矢野宏（やの ひろし）
TVSアナウンサー。エディブルファイトの実況を担当する。
西園寺風明（さいおんじ ふうめい）
料理評論家で料理界の御意見番の異名を持つ。エディブルファイトの解説を担当する。

### 吉松
正式名称は「総火造り刃物　吉松」で、吉松の読みは「きっしょう」。大衆食堂「遊々軒」の店主ハナエ（佐久間ハナエ）の夫佐久間松造の刃物工房。昔気質の作り方を継承していて、日本刀と同じ作り方で作っているらしい。手打ちなので1日作れるのは1～2本程度。
佐久間松造（さくま しょうぞう）
包丁職人で昔気質、仕事には一切の妥協はなく日本でも数人の名工。佐久間鋭司の父親にして恵那恵と高円寺マキトの実の祖父。名工ではあるが、スケベ度もさすがはマキトの祖父と血の繋がりを証明させるほどである。マキトの折れた包丁の代わりに新しい包丁を作る。マキトが母から譲りうけた1本目の包丁は松造が佐久間鋭司に造ったものである。
黒田（くろだ）
吉松の職人で佐久間松造の弟子。役割的にはタダの解説役。コマのなかに入れなかったり、顔だけセリフで消されたりと不遇のキャラ（初登場時は会話セリフつき、2〜3回目はドアップセリフつきだったが、それ以後は顔消し、コマ外などの扱いを受ける）。

### 月刊ぐるめいと編集部
料理店などを紹介するグルメ雑誌。
国東心（くにさき こころ）
北海道編のヒロインで月刊ぐるめいと編集部のルポライター。初登場時は24歳。高校生のときに佐久間の書いた本を読んで、自分もルポライターになるが、上司にやりたくないことばかりさせられて仕事に対して投げやりになった時期がある。その時に猪野部副編集長の計らいによりガネーシャへ赴き、総一郎への取材をすることによって本来の自分を取り戻し、土門海に会って偽りのない記事を書くために北海道へ旅立つ。そこでマキトと知り合い、土門の住所を知っていたマキトと一緒に行動することになる。大通公園で開催されたスープカレー大会にマキトとチームを組んで出場した。その後エディブルファイト7thバトル関連の取材を担当している。
性格はさばさばしていて仕事熱心。趣味はバイクいじり。愛車はヤマハ・TW200。
誕生日：12月21日 身長：164cm スリーサイズ：B84/W58/H87 血液型：A型
コミックス18巻の表紙・カバー裏・裏表紙担当。24巻の裏表紙担当（髪型変更後）。
猪野部（いのべ）
月刊ぐるめいと編集部の副編集長。温和な中年男性で、国東に親身になって相談に乗ったりする。デバブラタが日本研究のための取材旅行にも同行した。
高田雄大（たかだ ゆうだい）
月刊ぐるめいと編集部の主任。売り上げや人気のためならどんな嘘偽りの記事でも書かせる。そのため国東には辛辣に当たる。
藤井（ふじい）
月刊ぐるめいと編集部の主任。胃の病気で長期入院してしまったため、国東の異動の件は無くなった原因を作った男性。

### エディブルファイト関西地区予選
出場者枠は全部で30。エントリー総数173組、総勢508名と関西大会では過去最大の参加人数。一次試験は筆記試験、二次試験はタマネギの糖度をどこまであげられるかというもので、一次は甲斐谷、二次は高円寺が一位を取り（華屋敷が両方ともトップ通過）、注目を浴びる。試合は主に調理学校の教室で行われ、テレビ放送はない。審査員はGIFCの社員1人が担当。1チームの人数は特に定められていないが、試合中に調理ができるのは同時に2人までで、残りのメンバーは補欠となる（試合ごとにチーム内で試合に出るメンバーを変えることは可能）。ただし試合中に、怪我や急病などで試合続行不可能なメンバーが出た場合は、補欠メンバーと途中交代することは可能（関西地区予選準決勝で、華屋敷は試合開始時は甲斐谷と七瀬が出ていたが、試合途中で七瀬が高円寺と交代している）。
優勝は真彩館、準優勝はアジメールだったが、アジメールの不正が発覚し、急遽3位決定戦を行い、キェーンに勝った華屋敷が本選に出場した。

#### 真彩館
GIFC直営の大阪梅田にある料理店。代表は土門海、サポートは娘の土門樹里子。シードのため二回戦から参加する。Aブロック二回戦第1試合にてデリー×デリーと対戦し、余裕の圧勝。
土門海（どもん かい）
詳細はエディブルガーディアン参照。
土門樹里子（どもん きりこ）
土門海の一人娘で小学生。北海道出身。エディブルガーディアンNo.1のサポートを務めるだけあって、歳の割りに料理の腕前は異常な幼き天才。巧みな包丁捌きとパフォーマンスは派手。土門の30％の力に相当するらしい。小柄なためか、単純に父がでかすぎるためか、土門海の肩に乗って移動する姿はかなり異様な光景。正直なため不味いものは不味いと言ってしまう上、父親の料理以外を滅多に褒めない。が、マキトの作った料理に関しては口では「まぁまぁ」といいつつ内心褒めている。特技は料理の他に、木登りと魚獲りと、野生児的。
本当の名前は福島樹里子で福島恭子の子であるが、土門の子ではない。本当の父親は誰も知らない。
誕生日：6月22日8歳 身長：121cm スリーサイズ：B58/W53/H61 血液型：A型
コミックス16巻のカバー裏・裏表紙担当。

#### 神戸ヘルシー亭
関西地区予選で一回戦第5試合にて華屋敷と対戦した。代表は森岡重次、サポートは矢口勝。初戦敗退。
森岡重次（もりおか しげつぐ）
神戸ヘルシー亭の調理主任の男。28歳。「厨房は男の戦場」と豪語し女性を蔑視する慇懃無礼な皮肉屋。対戦者である華屋敷の眞尋を侮辱し、挑発する。マキトと甲斐谷の実力は認めていた。野菜カレーにおいて高い実力を誇るものの、テーマを勘違いし一回戦敗退。

#### 鳰
滋賀県大津市の老舗料亭、日本料理鳰（にお）。関西地区予選で二回戦第3試合にて華屋敷と対戦した。代表は御門京四郎。テーマは鱧（はも）で、鱧料理を売りにしている鳰に分があるように思えたが、純粋なカレー勝負という点において華屋敷に敗れ、二回戦敗退。
御門京四郎（みかど きょうしろう）
鳰の三代目当主。以前、マキトらが東京で移動カレー屋ガネーシャをやっていた頃に出会ったクレープ屋の男。フェロモンを振りまき女性を魅了する必殺技・フェロモンビームを駆使する（ただし、結維と眞尋には通じない）。
幼少の頃から地獄のような料理の特訓を受け続けていた料亭の跡取り息子。18歳のとき店を逃げ出し東京に出たが、4年後マキトと出会い再び料理人の道を歩むことに。卓越した包丁技術を持ち、「骨切り」などの高度な技を難なくこなす。マキトを料理人として尊敬している節がある。

#### ホットランド
三重県のカレー屋。関西地区予選で二回戦第4試合にて二ノ宮光星と対戦した。代表は高嶋勇。テーマは「果物を使ったカレー」。
高嶋勇（たかしま いさむ）
チンピラを金で雇い、コーセーを車で撥ねさせる不正を行い不戦勝しようとした。だが、目論み叶わず、重傷を負ったコーセーと対戦し、その圧倒的な執念と力の前に完敗する。その後、何らかの処罰を受けた模様。

#### アジメール
京都府西木町のカレー店アジメール。

#### キェーン
兵庫県神戸のタイ料理店キェーン。関西地区予選準決勝で「アジメール」と戦うも審査員の不正により敗退。「華屋敷」と同じく繰り上がりによる三位決定戦で「華屋敷」と対戦し、敗退する。テーマは「フルーツ」で、3種類以上の果物を使用することが条件。審査員は八木沢杏。

### エディブルファイト本戦大会
サッカーのワールドカップと同じ対戦方式で、リーグ戦とトーナメントの2部構成。最初は全40チームが各5チームの8ブロックに分かれて、総当たりのリーグ戦を行い、上位2チームの計16チームが決勝トーナメントに出場できる。審査員は点数制で、リーグ戦は一般審査員3名が各10点、特別審査員1名が20点を持ち点とする50点満点で勝敗を決める。リーグ戦では同点の引き分けも存在する。最終勝敗結果が同じ場合は、獲得した点数の合計で順位を決める。決勝トーナメントは5人の特別審査員が各10点の持ち点、50点満点で勝敗を決める。こちらでは引き分けはなく、同点になった場合は改めてプレーオフ戦を行い、そこで勝敗を決める。

#### ル・グラン・フィー
エディブルファイト海外ゲストとして出場。フランス代表。エディブルファイト本戦リーグはGブロック。Gブロック第1戦で北陸地区代表「石川 丁字屋」と対戦。テーマは「冷たいカレー」。50対43で勝利する。続く第3戦でエディブルガーディアンの小野里友之と対戦。テーマは「内臓を使ったカレー」。45対50で勝利する。本選１回戦で蓮見響也と「前菜5品」をテーマに対戦、45対50で勝利するが、右手の怪我のため棄権。
榊圭吾（さかき けいご）
日本のフランス料理界の「Genie」（天才）と呼ばれていて、マキトのライバル。小さい頃から料理の英才教育を受けて育ち、かつてカレー対フランス料理の勝負でマキトを負かしたことがある。それ以来、マキトとは親しい仲になる。英語と仏語が話せるトライリンガルで、合気道の腕も立つ模様。あだ名は“根暗クン”らしい。
マキトがガネーシャにたどり着くまで行方をくらましていたため、マキトの居場所を交換条件として、一時的に翠蓮に手を貸していた。フランスで料理長としてレストランル・グラン・フィーを開くため、マキトを右腕として連れて行こうとするが、マキトとの2度目の対決「売り上げ勝負」で敗れたため、フランソワと2人でフランスへ旅立った。マキトとの出会いと勝負を経て料理に対する姿勢が大きく変化し、前向きになり自分の意思で料理を作ることを決めた。それと相まって、勝負の途中フランスの有名な批評家にビーフカレー（しかし、見事にフレンチと融合させていた）を出したので彼を怒らせてしまい、まったく食べてもらえなかったために、フランスでゼロからのスタートを切ることになったが、無事軌道に乗ることに成功する。
マキトとの再戦を夢見て、エディブルファイト本戦大会の海外ゲスト枠として大会に参戦する。今や日本でも海外でも名が知れ渡っているので、エディブルファイト優勝候補の筆頭に挙げられている。マキトの調理スタイルを“動”とたとえるなら、“静”のスタイルで調理をしている。派手さは無いが最小最短の調理の仕方は精密機械のように無駄な動きが一切なく、神速とさえ形容されるほど｡小野里友之との対決の際には挑発に屈しない精神力と料理に対する姿勢の差を見せ付けた。決勝トーナメント前にフランを庇い右腕を負傷したものの、蓮見響也を相手に完勝して見せるが、全治四週間の負傷を理由に続行を辞退した。
フランとは幼い頃からの付き合いであり、普段は素っ気無く接しているものの内心は深く愛している。
フランソワ・ルドワイセン(Francoise Ledoyen)
フランス人で、圭吾の父親の店の副料理長であるジャン・ルドワイセンの娘。通称はフラン。父親譲りか、出会い頭に飛び付く癖がある。趣味はぬいぐるみ収集で、特技は尾行。フランス語は当然として、日本語もしゃべれるバイリンガル。自称「フランス料理界の妖精」ということだが、その腕は結維並である。小柄だが胸はそれなりにあり、結維を驚かせた。
圭吾のことが好きで、とあることからマキトとも親しくなる。マキトを巡り結維と料理勝負をしたが、マキトより圭吾の方が好きなことに気付いてからは和解し仲が良い友達となった。その後圭吾と共にフランスへ旅立ったが、エディブルファイトに出場する圭吾と一緒に日本に帰国する。
誕生日：1985年9月23日 身長：148cm スリーサイズ：B81/W52/H78 血液型B型
コミックス5巻の裏表紙担当。6巻のカバー裏担当。23巻の表紙･裏表紙担当。
ジャン・ルドワイセン
フランス人。圭吾の父親のフランス料理店「La grand fee」の副料理長。陽気でおおらかな性格で、挨拶表現としてよく人に抱きつく。大声でしゃべる。娘であるフランのことを愛してはいるが、放任主義でのびのびと育てている。今のところ話題に上がることすらないフランの母親である妻の詳細は不明。第一部ではフランス語しかしゃべらなかったが、日本語は聞き取りなら可能だった様子である。第二部で再登場した際は、以前までしゃべられなかった日本語を覚えたが、滅茶苦茶な関西弁であった。
安田（やすだ）
通称マドモアゼル安田。料理批評家。圭吾がマキトと出会う以前からの知人。圭吾を高く評価している。フランスで有名な酷評評論家シルバン・フィリップに圭吾を紹介したのも彼女。マキトと圭吾の最初の料理勝負の審査員をやったのも彼女である。
コミックス6巻の裏表紙担当。

#### カレークラブ ジンジャー
エディブルファイト北海道大会優勝店。スープカレーを得意とする。札幌スープカレーフェスタでマキトと国東心の「キッチンハート」と激戦を繰り広げ、売り上げ食数同数で同着優勝を果たす。だが、終了時間後にカレーを売ったキッチンハートの反則負けとなり、優勝となるが、それを快く思わなかった悠希の提案でプレーオフにて決着をつける。
エディブルファイト本戦リーグはFブロック。Fブロック第7戦でエディブルガーディアンNo.2蓮見響也と対戦。50対49の接戦で勝利。3戦3勝しいち早く決勝トーナメント進出を決めた。
決勝トーナメント1回戦、エディブルガーディアンNo.3恵那恵と対戦。テーマは「ヘルシー」。46対49で1回戦敗退。
高桑悠希（たかくわ ゆうき）
ジンジャーのメインシェフで、結維より年下の17歳の高校生だが、実力は高く、、ジンジャーを優勝に導いた。可愛い顔をした童顔で小柄な少年で初心で恥ずかしがり屋。女性観客からの絶大な人気を誇っている。マキトと札幌スープカレーフェスタで同率優勝し、その後プレーオフで決着をつけ敗北するが、マキトを戦慄させた。あだ名は「くわっち」。弓道部所属。エディブルファイト大会史上最年少のメインシェフ。
コミックス31巻の表紙担当。
高桑悠一郎（たかくわ ゆういちろう）
ジンジャーの店長で、悠希の父親。ジンジャーは悠希が実質引っ張っているチームなのであまり目立った活躍をしていないが、敗北後に悠希にアフターフォローを加える。眼鏡をかけた温和そうな中年男性。
吉岡葉奈（よしおか はな）
高桑悠希の同級生の女子高生。いつも杉村珠希とつるんでいて、一緒に悠希を愛でているものの、半ば彼女と取り合いになっている節がある。札幌スープカレーフェスタではジンジャーの調理の手伝いをする。あだ名は「ハナちゃん」。趣味はおかしづくりと油絵。
誕生日：7月31日17歳 身長：162cm スリーサイズ：B82/W57/H84 血液型：A型
コミックス17巻のカバー裏・裏表紙担当。
杉村珠希（すぎむら たまき）
高桑悠希の同級生の女子高生。いつも吉岡葉奈とつるんでいて、一緒に悠希を愛でているものの、半ば彼女と取り合いになっている節がある。札幌スープカレーフェスタではジンジャーの調理の手伝いをする。あだ名は「タマちゃん」。趣味はネイルアートとカラオケ。
誕生日：1月9日16歳 身長：160cm スリーサイズ：B86/W61/H89 血液型：O型
コミックス17巻のカバー裏・裏表紙担当。
山上川秀英（やまかみがわ しゅうえい）
どさんこスープカレー協会の理事。かなり高齢の老人男性。札幌スープカレーフェスタで審査員委員長を担当した。自分が食べて旨かったカレーを「極上認定」と評価する。
大泉洋（おおいずみ よう）
北海道出身の実在するタレント。大通公園で行われた札幌スープカレーフェスタに観客の中に紛れていて、スープカレーの定義を語った。

#### ホテルインペリアリ
インドのデリーにある高級ホテル。エディブルファイトでは海外ゲストとして参戦する。インド代表。リーグ戦はマキトと同じAブロック。4勝0敗で決勝トーナメント進出を決める。
決勝トーナメント1回戦、プアンディと対戦し50対45で2回戦進出。
アシム・クマール・デバブラタ
ホテルインペリアリの総料理長。タンドール料理の達人であることから「タンドール・マエスエロ」や「北インドの若き皇帝」と呼ばれている。エディブルファイト優勝に土門海を差し置いて、最も近い人物とされている最強の料理人。自分は天才だとは思っていないが、「私には神の声が聴こえる。私はその声に従い調理しているだけ」と言っており、エディブルファイトでは土門や榊には注目しているものの、誰も自分の優勝の妨げにならないと豪語している。家は代々料理人の家系で、幼いころから料理に携わっており、16歳のときに王様に料理を提供したところ、絶賛されて一躍有名になる。その後28歳でインペリアリの総料理長の座に着いた経歴を持つ。
国東も同行した「月刊ぐるめいと」の取材に応じたが、本人の意思で庶民的な日本の料理をあちこち食べ歩くばっかりで、ただの日本観光に来たミーハー外国人のように思われたが、実は日本人の味の好みを理解するためであり、一般人も審査員として参加しているエディブルファイトにおける海外ゲストの弱点をわずか数時間で払拭する。そして、リーグ戦でマキトと勝負した際には、日本の和をベースとして世界にまで応用させている究極のタンドール料理でマキトを完敗させる。試合後、眼中に全く入っていなかったマキトに向かって何か呟いた。その料理は「神懸り的な美味しさ」、「地球規模の旨さ」と絶賛されるほど。
スラダンジャリ・アロチャナ
インペリアリのメインキッチンチーフ。エディブルファイトでのデバブラタのパートナー。趣味はダンスと絵画。
誕生日：12月22日26歳 身長：172cm スリーサイズ：B86/W55/H88 血液型：A型
コミックス22巻の表紙、40巻のカバー裏担当。

#### 琉球庵
九州・沖縄地区代表。本大会唯一のメンバー全員が女性のチームで、嘉手納三姉妹で出場。
本戦リーグはAブロック。Aブロック第1戦にて朱理・碧琉で高円寺マキトと戦う。テーマは「苦瓜（ゴーヤ）」。47対50で敗北する。Aブロック第7戦にて朱里・紫音で黄花楼と戦う。テーマは「花」。48対49で敗北する。Aブロック最終戦にて朱里・碧流でホテルインペリアリと戦う。46対50で敗北する。最終成績1勝3敗でAブロックリーグ敗退となる。
嘉手納朱里（かでな しゅり）
嘉手納三姉妹の長女。赤みがかった色の髪。琉球庵の店主。趣味は三線。予選リーグ敗退後、地元漁師の哲次と結婚する。
誕生日：11月16日 身長：159cm スリーサイズ：B84/W59/H88 血液型：A型
コミックス20巻の表紙担当。21巻のカバー裏担当。26巻の裏表紙担当。
嘉手納碧琉（かでな へきる）
嘉手納三姉妹の次女。19歳。緑がかった色の髪で長い前髪が特徴。
特技は琉球唐手で二段の腕前。対戦相手のマキトを闇討ちして病院送りにしようとするが、抵抗したマキトの蹴りによって被っていたヘルメットがとれてしまい顔を見られ、さらにお尻まで見られてしまったためかなり落ち込む。それ以降、マキトに責任を取ってもらうため求婚する。マキトのために献身的に積極的にアプローチを繰り返す。マキトがわざと言ったメイド萌えを真に受けてよくメイド服を着るようになる。マキトとのデート中に、下着が脱げお尻より大事な部分をマキトに見られてしまう。予選リーグ敗退後、紫音とともに上京し2人暮らしを始める。現在はメイドカフェ＆リフレクソロジーでバイト中。マキトのことを「ご主人様」と呼ぶ。
空手を修めているために身体能力は非常に高く、複数の男性を一人で昏倒させるだけでなくそれほど遅れることなく車に追い付くほど足も速い。
献身的にマキトに尽くしており、時にその言動がマキトの成長を促し、支えにもなっている。
出番が多く、番外編や、読者プレゼント用におっぱいマウスパッドが作られる等もはや作品上のメインヒロインの一人となっている。
2021年、ふなつの別作品である『瞬きより迅く!!』に登場。
名前の由来は椎名へきる。
誕生日：8月30日 身長：158cm スリーサイズ：B82/W57/H88（20巻）→ B84/W59/H89（39巻）血液型：O型
コミックス20巻の表紙・カバー裏・裏表紙担当。39巻の表紙・カバー裏担当。
嘉手納紫音（かでな　しおん）
嘉手納三姉妹の三女。18歳。茶髪のセミロングで外への跳ねっ毛が特徴。
趣味は車いじり。Aブロック第7戦での対戦相手である松部に近付き誘惑、試合の棄権を懇願する。しかし松部は遅刻したものの棄権せず、結果試合に敗れる。その際、騙していただけの松部に惹かれ始める。予選リーグ敗退後は碧流とともに上京、松部と付き合い始める。
誕生日：2月25日 身長：158cm スリーサイズ：B80/W56/H85 血液型：A型
コミックス26巻の表紙・カバー裏担当。28巻の裏表紙担当。

#### プアンディ
エディブルファイト海外ゲストとして出場。料理長チャーン・ソー・サーッタパン、チーフバルンサック・アラドゥン。タイ代表。本戦リーグはEブロック。Eブロック第2戦で「華屋敷」と対戦。46対47で惜敗する。
決勝トーナメント1回戦、ホテルインペリアリと対戦し45対50で1回戦敗退となる。
チャーン・ソー・サーッタパン
プアンディの料理長。タイの片田舎出身で、12人家族8人兄弟の長男。家族を養うためバンコクに出稼ぎしている。プアンディは一流ホテルではない下町の定食店だが、実力はかなり高い。当初は日本のカレーとそれを作る料理人を軽視していたが、怪我を押してまで料理に挑む眞尋の姿を見て態度を改めた。
バルンサック・アラドゥン
プアンディのチーフ。

#### アスタリスク
青森。リーグ戦はAブロック。店長・中田良岳、チーフ・中未洋助。Aブロック第6戦で高円寺マキトと戦う。テーマは「スープ」。50対42で敗北する。なお、作った料理が紹介すらされないなど結構不遇な扱いを受けている。マキトにとってアスタリスクよりもエディブルガールの渡部みなもの方が強敵だったためである。
中田良岳（なかた よしたけ）
アスタリスクの店長。『華麗なる食卓』制作スタッフの一人と同姓同名。
中未洋助（なかみ ようすけ）
アスタリスクのチーフ。同じく『華麗なる食卓』制作スタッフの一人と同姓同名。

#### 天星飯店
エディブルファイト海外ゲストとして出場。シンガポール代表。本戦リーグはDブロック。オーナーシェフは孫麗君、サポート役のライアン･ウッドゲイトは三戦目から参戦する。初戦はやる気が無く敗北したが、二戦目は大差をつけて勝利。Dブロック第7戦でエディブルガーディアンNO.5・江上忠治と対戦。テーマは「滋養」。48対48で引き分け、3戦1勝1敗1分で決勝トーナメントに進出。
孫麗君（スン リーチュン）
シンガポールのホン・リム・パークで中華料理店天星飯店（てんせいはんてん）のオーナーシェフをしている中華料理人。34歳。中国系の女性。特技は太極拳。
エディブルファイトには最初からやる気がなかったが、初戦でものすごいテキトーなものをつくり、負けてからは本気を出すようになる。負けず嫌いで子供らしい性格だが、男勝りな言動、行動力と熱さを持ち合わせ、洞察力と冷静な判断力を誇る。ライアンの中華料理の師匠で、他にも太極拳や礼儀作法などを教授する。シングリッシュと北京語を話すバイリンガルだが、日本語はさっぱりわからない。
誕生日：2月13日 身長：165cm スリーサイズ：B88/W62/H90 血液型：O型
コミックス25巻の表紙･カバー裏・裏表紙担当。
ライアン・ウッドゲイト
日本へ観光をしにやってきた美形外国人。総一郎やマキトの知人であり、シンガポールで総一郎からよく結維の話を聞いていて、彼女に憧れを抱いていたが、後にそれが恋へと変わる。大切なものは力尽くで奪い、守るため立派な中華料理人に育てられた。そのせいか、結維のことを大切に思うあまり、マキト、結維、お店を破滅へと追い込んでしまう。結維からマキトの存在を消し去るため、マキトと「中華風カレー」対決をするが、敗れたため、シンガポールに帰国した。
それから2年後、さらに修行を積み、師匠である孫麗君に呼ばれて緊急来日し、エディブルファイトにサポート役として参戦する。エディブルファイトでは麗君の通訳も兼ねている。麗君を大事に思い、守りたいとも思っているが、彼女からは男として見られておらず結構気にしており、ガルーダ戦後に告白するものの「私にデレなどない」と反論される。しかし、着替えを別になったのを見て、彼は脈ありと見ている。親日家である。

#### ふじまる旅館
エディブルファイト本戦のリザーバーとして参加する志良堂朝人が料理人を務める、沖縄の離島で営業している旅館。
志良堂朝人（しらどう あさと）
食聖とまで呼ばれる盲目の料理人。エディブルファイト運営委員会の説得交渉により本戦のリザーバーとしてエディブルファイトに参加する。赤ん坊の頃から目が見えず、かつて名を馳せた料理人・田崎劉庵に拾われ育てられ、彼の事を父親のように慕っていた。後に田崎劉庵に弟子入りしてきた土門海は弟弟子に当たり、土門の手によって人里へと導かれ閉鎖的だった暮らしを脱し、人間らしい生活を学び恋愛も知る。やがて婚約者とともに師の元を訪れるが、その際に師と婚約者の両方を失い、師を殺したと思われる土門に対し復讐を誓うようになる。
凄まじいまでの嗅覚と集中力、肺活量を持ち、坂網猟で山鳥を捕獲するだけでなく生身でありながら真空調理さえ可能にする超人的な能力を発揮し、調理技能においてもマキトが見入るほどに高く、視覚以外の感覚全てを動員した「第三の目」で食材を捉え、その姿を前にした土門に真の実力を引き摺り出させた。
藤丸紗枝（ふじまる さえ）
32歳。志良堂が料理人を務めるふじまる旅館の仲居。志良堂からは「姉さん」と呼び慕われている。土門との対戦では志良堂と土門の発するオーラの前に一度は腰を抜かしてしまうが、何とか立ち上がりサポートを務める。
誕生日：10月19日 身長163cm スリーサイズ：B90/W61/H86 血液型：A型
コミックス37巻のカバー裏・裏表紙担当。

#### ホームレス集団
マキトが営業後ゴミ捨てに行ったとき、一人のホームレスがゴミ箱を漁っていたのを発見し、店の残り物をあげて以来知り合った人たち。
むっさん
本名不詳。マキトにゴミ箱を漁っていたのを見られた張本人。他のホームレスの仲間から「むっさん」と呼ばれており、リーダー的な存在で信頼も厚い。雰囲気がマキトに似ており、（結維談）鶏を捌けるなどホームレスとは思えない、むしろ普通に家がある人間に近い。
ホームレスなのに携帯を持っており、恵那鋭司と電話していることから彼と何らかの接点があるのだが、まだ不明。
柳内陽菜（やなうち ひな）
韓国人の母親と日本人の父親のハーフの14歳。日本人の父親が他界し母親の再婚相手の義父から虐待を受けてたまらず家出したが、行くあてもなく若い連中とからまれているところをむっさん達に助けられて以後一緒に住むようになった。しかし、本心は家に帰りたいと思っているが義父がいるので帰れなかった。その後むっさんの説得とマキトの韓国風カレーで家に帰る決心を固める。現在、両親は離婚し母親と二人で暮らしており、結維とメル友になっている。
中学生だが胸は大きく、マキトから「大学生の結維が物寂しくみえる」と思わせ、本人も「結維の服はカワイイけど胸が苦しい」と言うほど。マキトのことを「カレー屋」というようになる。作中では「ヒナ」と書かれている。
誕生日：12月19日 身長：156cm スリーサイズ：B85/W61/H89 血液型：A型
コミックス32巻のカバー裏・裏表紙担当。
くっちゃ・キンちゃん
二人とも本名不詳。頬がこけて前歯が四本しかないのがくっちゃ、むっさんに似ているが目が単調なのがキンちゃん。仲間想いでいい奴。マキトを「カレーの天才」、カレーの味を「神の味」とちょっとオーバーなリアクションをとる。

### Saint Esprit（セント・エスプリ）
岡山県倉敷市にあるレストラン。客層は新垣芽瑠目当てが大半を占めるが、実力はなかなかのもの。
新垣芽瑠（あらがき める）
「めるる」という愛称で慕われている自称Saint Esprit調理助手の15歳。マキトが唯一興味を持たなかった女の子である。彼女が作った料理の名前はやたら長く、スパイスが見える・調理器具がアニメのように顔が出る・器と話せるなど「イタい」ところがあるが料理の腕とスパイスが見える目（？）は本物。しかしそのキャラ・性格故にエディブルファイトにでるのを周囲に止められ悔しがっていた。
誕生日：1月19日 身長：140cm スリーサイズ：B68/W50/H72 血液型：B型
コミックス34巻の表紙・カバー裏・裏表紙担当。
植原泰造（うえはら たいぞう）
備前焼を専門とする陶芸家。祖父のような日本一の陶芸家になって個展を開くのが夢だったが、自分には才能がなく陶芸をやめようと思っていた。しかし、マキトと芽瑠との勝負で祖父の言葉を思い出し陶芸を続けることを決意する。隠れ芽瑠ファン。

### エディブルガーディアン
「GIFC」専属のエリート料理人集団。その名の通り、エディブルファイトの守護神で、本戦大会に特別枠で出場でき、試合に勝てば勝利手当てがもらえる。数字が小さいほど料理人としての実力が高い。
土門と蓮見は元々No.1とNo.2の座が決まっており、No.3～No.10までは選抜試験で決定した。
土門海（どもん かい）
エディブルガーディアンNo.1。37歳。北海道出身で、割烹を主とした料理人。孤児だったため施設で育ち､そこで料理を覚える。幼い頃から活躍しており神童と呼ばれたほどだったが、16歳から36歳まで20年間消息不明となる。消息を絶った理由は舌癌になったためで、失意のどん底へ陥った時、田崎劉庵の全身で料理を感じるスタイルを身に付けるためであった。癌は現在完治している。2年後、田崎劉庵が志良堂を文字通り食すことを知り、志良堂を逃がすために共に保護されにいった。10年後再び田崎劉庵のもとへ訪れ田崎劉庵に憑りつかれるが、同時にその能力を手にする。それから約1年後福島恭子が樹里子を出産したのを境に北海道に住む。
そして再び料理界に復帰。目的はTVに出て有名になれば志良堂のほうから連絡がくる期待からである。実力はエディブルガーディアンの中でも群を抜き、No.2の蓮見響也でさえ全く相手にならないほどの実力の持ち主で、「ミスターレジェンド」と呼ばれている。本戦大会には特別枠として参戦できるのだが、GIFCがマキトの力量を計るために関西地区予選に送り込まれる。マキトとは30％の力で戦えと指示されたが、マキトの実力を目の当たりにし、80％の力を発揮し叩き潰した。料理対決をする様は恐ろしい程のプレッシャーを放ち周囲を畏縮させるほどだが､普段は穏やかで週に数回､ボランティアに近い状態で学校に給食を作りに行っている優しい一面ももつ。公式戦では120戦全勝無敗の記録を持つ。地区予選準決勝で、マキトに圧倒的な力の差を見せつけ華屋敷を敗退させるが、マキトが成長することをかげながら見守っている。食材の鮮度の違い、味の良し悪しを目で判断する才能を持っている。刃渡り400mmを越える鮭切り包丁を使用したり、投げられた焼き石を素手で受け止めたり、はさみを使わなければならないほど硬いアカサエビの殻を素手で剥いたりと常人では到底不可能であることができる。樹里子と北海道で暮らしている。やることがすべて終わったら福島恭子にプロポーズするらしい。なお、マキトが「アナコンダ」と呼ぶ程の巨根の持ち主だが、恭子には10年共に居ても一度も手を出していない。
エディブルファイト本戦リーグはBブロック。全勝で決勝トーナメント進出決定。
決勝トーナメントは志良堂自ら敗北を宣言し、2回戦進出。
2回戦は蓮見に能力を強奪されて128戦目でついに敗北する。
蓮見響也（はすみ きょうや）/ マスクマン
エディブルガーディアンNo.2。「リスナー」・「式庖丁の蓮見」の異名を持つ。つかみどころのない性格で、めったに公の場に姿を現さない。土門と同じように食材の鮮度、味を耳で判断する能力を持っている。また経験した事の無い技術も目視して瞬時に自分のものにする天才と思われていたが、本当の能力は強奪である。結維に一目ぼれをして彼女をさらった後、追いかけてきたマキトとハンデありの桂むき対決をし、僅差で負けはしたが、エディブルガーディアンNo.2の実力を知らしめる。人の名前を中々覚えない悪癖があり、マキトのことを「マリオ君」と呼ぶ。関西地区予選準々決勝で解説として乱入して、華屋敷を勝利に導いた。関西地区予選の準決勝で行われた「アジメール」の不正を録画した映像（最初は8mmビデオテープだったが、途中でCD-Rに変わっていた）を何故か所持しており、GIFC運営本社に送りつけた結果、三位決定戦が行われることとなり、華屋敷が勝利し本選に出場した。
実家は「蓮見流」と呼ばれる平安時代より続く古式料理術の一派で、食の神・字馬三雁命（アザマミツカリノミコト）を祀る神前儀式包丁式の刀主の家柄。字馬三雁命に選ばれ神の耳を得たのは彼であったが、自由奔放な性格が原因で実家から絶縁されている。しかし絶縁された理由は性格ではなく、祖父の技術をすべて奪ったことで「彼には悪魔が憑いている」と忌み嫌われているようになったからである。唯一、弟とは交流が続いている。しかし、そのために技術や発想に反して料理の流れや意味などをいまいち理解していない面がある。
エディブルファイト本戦リーグはFブロック。Fブロック第7戦で「札幌 ジンジャー」と対戦。テーマは「シンプル」。49対50の接戦で敗北。現在3戦2勝1敗。
決勝トーナメントでは、初戦を圭吾と対決する。テーマは「前菜」。越智、小野里、宇賀神、更には圭吾の技術の一部も奪うものの、先述の欠点が災いして完敗するものの、圭吾が怪我でトーナメントを辞退したために繰り上げで2回戦に進出する。
2回戦は前述した人の能力に加え恵那恵の技を事前に「強奪」し、対戦中に土門の能力も奪い、さらに土門ですらリミッター制御していた力を全開放して無敗の土門に勝利した。
恵那恵（えな めぐみ）
エディブルガーディアンNo.3。一見刀と思しき包丁「由里柳」を扱って、No.3の座を得ており、その名を異名に持つ。大阪にある「遊々軒」で働いている。遊々軒は佐久間鋭司の実家で、マキトとは腹違いの妹。結維が大阪に来たときに家に泊めるなど本来は姉御肌で面倒見の良い性格だが、それ以上に手が先に出る。エディブルファイトには興味がなかったが、マキトと一戦を交えて引き分けた際、マキトと決着をつけるため本戦大会に参戦する。土門の娘の樹里子と仲が良い様子。趣味は空手で、初段。マキトと同じく金髪で、よく頭にバンダナや帽子などを被っている。
エディブルファイト本戦リーグはHブロック。Hブロック第1戦で「マレーシア ジョントン・レストラン」と対戦し、50対48で勝利する。現在3戦3勝で決勝トーナメント進出決定。
決勝トーナメント1回戦、カレークラブジンジャーと対戦。テーマは「ヘルシー」。49対46で勝利し2回戦進出。
2回戦は事前に蓮見に由里柳の技術を強奪され、更に父である恵那鋭司の事故死直後ということも重なり、実力を出せず敗退する。
誕生日：8月29日 身長：163cm スリーサイズ：B86/W60/H89（高校生時）→B88/W58/H87 血液型：A型
コミックス31巻の表紙担当。コミックス13･31巻のカバー裏・裏表紙担当（31巻は高校生時）。
忰田准一（かせだ じゅんいち）
エディブルガーディアンNo.4。得意料理はエスニック料理で、一粒単位でスパイスを使いこなし、香りを操る。卑劣な性格で、椎名トオルの父との勝負で裏工作を講じた挙句に死に追いやり、真犯人を婉曲的に脅迫している。また、椎名トオルとの勝負では、アレルギーが大きなテーマとなっており、裏で相手の更に細工を施すよう画策する。なお、殺人や椎名トオル戦での裏細工は、どちらも忰田自身は直接に手を汚していないが、それはもしもの時に自分が言い逃れ出来るようにしているためである。
エディブルファイト本戦リーグはCブロック。3戦3勝で決勝トーナメント進出決定。
決勝トーナメント1回戦で敗退し、後日GIFCから彼の名は完全に抹消された。
江上忠治（えがみ ちゅうじ）
エディブルガーディアンNo.5。得意料理は中華料理。店を放ったらかしにして女性と行動していることが多い。大の女好きで、恵に「エロマゲリーゼント」と陰で呼ばれている。非常に体毛が濃い。派手好きで激しいパフォーマンスを度々演出する。ガーディアンでは唯一経営者としての顔を持つ。軽薄で不真面目な言動や態度が目立つが、その実思慮深く回りを冷静かつ客観的に見渡すことが出来る常識人。一度来客した難病を抱える少年を定期的に病院まで見舞うなど面倒見も良く、自身の店の従業員からの人望も厚い。英語はさっぱりわからないが、北京語は流暢に話す。外見とは裏腹に抜け目がなく切れ者であり、マスクマンの正体から蓮見が家から絶縁された理由まで独自で調査して確信に至る他、難病の少年を救う為の資金を恵那恵の祖父から捻出させる根回しを行うなど。
エディブルファイト本戦リーグはDブロック。Dブロック第1戦で「神奈川 エスポール」と対戦し、43対50で勝利する。第7戦で「シンガポール 天星飯店」と対戦し、48対48で引分となる。現在3戦2勝1分で決勝トーナメント進出決定。
決勝トーナメント1回戦GIFCの上層部からわざと負けるように言われた（ただし、審査員と観客と中條は知らない）。しかし、ガーディアンの地位を失ったら店が潰れて従業員全員路頭に迷うと考え、応援してくれる男の子の治療費をGIFCから出してもらうために僅差で負ける技術を使って敗退した。
栫井誠（かこい まこと）
エディブルガーディアンNo.6。得意料理はフランス料理。ドクターと呼ばれ、理論的に料理を分析するが、ホウレン草をビーカーで茹でる。
上記の能力から、直感型のエディブルガーディアンNo.9・中條小町と組んでエディブルファイトに出場する。エディブルファイト本戦リーグはBブロック。現在3戦3勝で決勝トーナメント進出決定。
決勝トーナメント1回戦は結果的に江上に勝たせてもらったという形で勝利し2回戦進出。
越智修明（おち しゅうめい）
元エディブルガーディアンNo.7。得意料理は中華料理で腕が炭化するまで磨いた炎を操るが如く鍋を振る技術を持つ。以前は江上と同じ店で働いていた。攻撃的で自信家。自分がわざわざエントリーした敗者復活戦を辞退したマキトにブチ切れて、マキトとエディブルガーディアンの座を賭けた勝負をするも、敗退しエディブルガーディアンNo.7の座を剥奪される。
その後、マスクマン（蓮見）に自信の源である炎を操る術を一見で奪われたショックで放心する。
小野里友之（おのさと ともゆき）
エディブルガーディアンNo.8。得意料理はイタリア料理。22歳。中学卒業後、本場イタリアに渡り修行し、Principe Orientale（東洋の王子）の異名を持つ。フランス料理をイタリア料理のパクリだと言い、心底嫌っているが、その理由は過去に彼女をフランス料理人に奪われたからである。しかしフランス料理人である栫井誠とは仲が良い。普段は冷静で人を見下したような性格だが、一度切れると放送禁止用語入りの暴言を多発する子供のような性格。
エディブルファイト本戦リーグはGブロック。Gブロック第3戦で榊圭吾と対戦。テーマは「内臓を使ったカレー」で45対50で敗北する。決勝トーナメント前にマスクマンに長年の経験で培った技を奪われたショックでガーディアンもトーナメントも辞退し、料理人の引退も考えるが、江上の策略で圭吾と蓮見の試合を観戦し、料理人を続ける決意をする。
中條小町（なかじょう こまち）
エディブルガーディアンNo.9。京料理を得意とする。蓮見響也とよくつるんでいる。
エディブルガーディアンNo.6・栫井誠と上からの命令で嫌々ながらも組まされている。エディブルファイト本戦リーグはBブロック。決勝トーナメント進出決定。
決勝トーナメント1回戦は結果的に江上に勝たせてもらったという形で勝利し2回戦進出。
宇賀神大（うがじん ひろし）
エディブルガーディアンNo.10。うどん職人。
エディブルファイト本戦リーグはEブロック。Eブロック第2戦で「岩手 スパイスハット」と対戦。42対48で勝利。
決勝トーナメントは自分の師匠の店を手伝うべく辞退したが、マスクマンに技を奪われる。

### エディブルファイト特別審査委員
あらゆる方面での食に通じるスペシャリスト達である
中村主膳（なかむら しゅぜん）
詳細はGIFC参照。
山村幸雄（やまむら ゆきお）
山村栄養専門学校学校長。本戦リーグAブロック第1戦高円寺マキト対琉球庵の審査を担当する。眼鏡をかけた初老の男性。食欲不振気味である。
木村山文八（きむらやま ぶんぱち）
キムラヤマフード代表取締役兼フードコーディネーター。本戦リーグDブロック第1戦、Eブロック第3戦の審査を担当する。特徴的な髭を生やした中年男性。肝機能障害を持っている。
山本喜利丸（やまもと きりまる）
文筆業兼イラストレーター。カレーを愛して30余年で、自らの著書でオリジナルカレーレシピを掲載しているカレー好き。肥満気味である。
畑山賀寿代（はたやま かずよ）
多数の料理番組に出演している料理研究家。本戦リーグGブロック第3戦の審査を担当する。怒りが頂点に達すると漫画では表記出来ない言葉を発する。若い者に試されることはそれほど好きではなく、審査の際に何かを問いただす。冷え症に悩んでいる。
佐川清彦（さがわ きよひこ）
政界きってのグルマンの衆議院議員。本戦リーグEブロック第1戦の審査を担当する。かなり間抜けな人物である。口臭がすごいらしいが本人は気づいていない。
片脇大源（かたわき たいげん）
料理評論家。本戦リーグDブロック第7戦の審査を担当する。スキンヘッドの厳つい男性。審査のリアクションで着ているスーツをパンプアップして破りほぼ全裸となる。審査の際、解説しようとしても同じ料理評論家の西園寺に邪魔されてしまう。
片ヶ瀬美麗（かたがせ みれい）
詳細はその他の人々参照

### その他
YURIKA（ゆりか）
本名は高橋優梨香（たかはし ゆりか）。エディブルファイトのMCをしている売れっ子タレント。エディブルファイト決勝トーナメント一回戦のマキト対華屋敷の対決でマキトのことが気になり、単独で接近した。性格は傲慢で我儘で、一方的に事を進めるのでマネージャーも手を焼いている。
タレントになったきっかけは突然姿をくらました父親を探すためであったが、再会した父親は金の亡者になっており、必死で目指した先は絶望でしかないと思うようになった。しかし、マキトの解毒カレーを作った後の姿を見て、目標を失ったら前を見て全力で頑張るようになった。
誕生日：5月16日 身長：160cm スリーサイズ：B86/W56/H88 血液型：B型
コミックス43巻の表紙担当。コミックス35巻の裏表紙担当
片ヶ瀬美麗（かたがせ みれい）
カタガセグループリストランテ・カタガセのオーナー。特別審査委員の中で一番的確なコメントを出す、間違いなくトップに君臨する「超」がつく程の辛口審査委員。その味覚は極めて鋭敏で、料理や食材に関する知識も豊富であり、他の特別審査委員と比べても抜きん出ている。フードファイター顔負けの底なしの胃袋を持ち、料理を食べるときは千手喰いという超高速で華麗かつ絢爛で、調理技術が超高等ならば食べる技術も超高等で呼応する、簡単に言えば「美しい早食い」。審査の基準として「悪くない」と言わせれば最高の賛辞とも言われ、悪くない＜まァまァ＜おもしろいの順で評価が上がる。料理を平らげると使った材料から料理手順、さらには怪我している箇所まですべてを見抜き、今後のアドバイス的なことも言う。傲慢であるけれどもあまりにも的中している（土門が的確と評するほど）ので誰も文句は言えない。
マキトの成長を影ながら見守っている人物の一人であり、決してマキトの料理に満点を付けることはなく、満点をとれる料理人になることを楽しみにしている。
福島恭子（ふくしま きょうこ）
土門樹里子の母親。志良堂朝人が施設で生活していた時にそこで働いていた。少し体が弱く身寄りはいないが、優しい・明るい・声がすごくカワイイ・芯が強い・バストはEカップというほぼパーフェクトな女性。志良堂と婚約していたが、田崎劉庵に挨拶に行ったとき彼に強姦され、志良堂が意識不明で入院していた時はお見舞いに来ていたが、意識が戻ったときには姿を消した。一年後に土門と再会し、生命の危機にさらされながらも樹里子を出産した。その後遺症として今までよりも心臓に負担をかけることが出来なくなったため、車椅子生活を余儀なくされ現在土門の家の近くの病院に入院している。志良堂と離れた10年間の間に土門に支えてきたことで、彼女の気持ちは土門に寄ってきた。土門からのプロポーズ（？）を待っている。
ウルミラ
高円寺マキトがシンガポールに住んでいた頃の幼馴染みのタミール系の女性。マキトと同じ学校のクラスメイトで同い年だが、誕生日はマキトより先。マキトが12歳のときの初恋の相手でもある。その頃、「（マキトの）お父さんみたいに、いつかはシンガポールから出ていっちゃうのかな？（この問いかけの本当の意味は『（マキトは）シンガポールから出ていかないで、ずっと私のそばにいてくれるよね？』だったが、マキトには伝わらなかった）」とマキトに聞いてくるなど、マキトのことが好きな様子。マキトの母親の臨終に立ち会った時や、マキトがシンガポールを離れることを知った時に激しく号泣するなど感受性が強く、結維と同じような性格をしている。マキトがシンガポールを離れてからは会う機会はなかったが、本編終盤に統治と一緒に日本に来てマキトと再会する。
統治（とうじ）
高円寺マキトがシンガポールに住んでいたころの隣人で、マキトの母親の死後は親代わりとなり、マキトに料理の基本を教えた男。マキトの父親からの手紙の代筆を母親から頼まれていた。「心に憎しみの気持ちがある限り、旨いものは作れない」「料理は食べる人の事を一番に考えて作るもの」など、マキトの料理に対する姿勢や考え方を植え付け、「父親と同じように、世界中を回れ」と、マキトがシンガポールから飛び出すきっかけを作った張本人で、料理の腕前もかなりのものを持っている。本編終盤でウルミラと共に日本に来てマキトと再会するが、その理由は自身がガンに侵され、余命半年であることを知り、最期はマキトに会って日本で死ぬことを望んだためだった。

## 書誌情報
発行所：集英社
掲載雑誌：週刊ヤングジャンプ
定価：本体価格505円+税 28巻以降価格514円+税
1. 俺の天使とキーマ・マタール　ISBN 9784088761817
発行日2001年7月24日 その1〜10
週刊ヤングジャンプH13年7号〜16号掲載分収録
2. よみがえる思い出とキェーン・ソム　ISBN 9784088762180
発行日2001年10月24日 その11〜21
週刊ヤングジャンプH13年17号〜28号掲載分収録
3. 最凶の男と最高の和風カレー　ISBN 9784088762562
発行日2002年1月23日　その22〜31
特別編　みんなのおでかけと魚のココナッツミルクカレーの巻
週刊ヤングジャンプH13年29号〜39号
週刊ヤングジャンプ増刊・別冊ヤングジャンプH13年8/15号掲載分収録
4. 信念の証明とそれぞれの旅立ち　ISBN 9784088762821
2002年4月19日発売　その32〜42
週刊ヤングジャンプH13年40号〜50号掲載分収録
5. 真冬の大ゲンカとバダミ・チキン　ISBN 9784088763187
2002年7月19日発売　その43〜53
週刊ヤングジャンプH13年51号〜H14年11号掲載分収録
6. 幸せなる敗北と欧風ビーフカレー　ISBN 9784088763521
2002年10月18日発売　その54〜62
番外編　オヤジの味とキェーン・キューアンの巻
週刊ヤングジャンプH14年12号〜20号
週刊ヤングジャンプ増刊・漫革H14年6/5号掲載分収録
7. 海を越えてきた男と海南鶏飯　ISBN 9784088763897
2003年1月17日発売　その63〜74
週刊ヤングジャンプH14年21･22号～33号掲載分収録
8. 炎の男と中華風カレー対決　ISBN 9784088764443
2003年5月19日発売　その75〜85
週刊ヤングジャンプH14年34号〜42号、44号～46号掲載分収録
9. 涙の別れと約束のキーマ・マタール　ISBN 9784088764757
2003年7月18日発売　その86〜97
週刊ヤングジャンプH14年47号〜H15年8号掲載分収録
10. 大阪の出会いと一味違うカツカレー　ISBN 9784088765075
2003年10月22日発売　その98〜105
週刊ヤングジャンプH15年23号〜30号掲載分収録
11. 真っ向勝負の一回戦と菜食主義者のカレー　ISBN 9784088765525
2004年12月4日発売　その106〜115
週刊ヤングジャンプH15年31号〜40号、42号掲載分収録
12. 女だらけの二回戦と愛のクレープ屋再び　ISBN 9784088765921
2004年7月21日発売　その116〜125
番外編　華麗なる休日と七瀬の私生活の巻
週刊ヤングジャンプH15年43号〜52号
週刊ヤングジャンプ増刊・漫革H15年12/25号掲載分収録
13. 似ているふたりと牛乳パニーカレー　ISBN 9784088766768
2004年9月22日発売　その126〜135
週刊ヤングジャンプH16年1号〜12号掲載分収録
14. 因縁の準々決勝と天井桟敷の5人　ISBN 9784088767079
2004年11月24日発売　その136〜146
週刊ヤングジャンプH16年13号〜24号
15. 最初で最後の兄弟対決と卵カレー勝負　ISBN 9784088767376
2005年1月24日発売　その147〜157
週刊ヤングジャンプH16年25号、27号〜29号、31号、33号〜39号掲載分収録
16. 遅れて来た秘密兵器と覚醒する伝説（レジェンド）　ISBN 9784088767840
2005年4月24日発売　その158〜168
週刊ヤングジャンプH16年40号〜50号掲載分収録
17. 眠れぬ夜と札幌スープカレーフェスタ　ISBN 9784088768236
2005年7月24日発売　その169〜180
週刊ヤングジャンプH16年51号〜H17年12号掲載分収録
18. 絶体絶命のカレー料理人と食の本質　ISBN 9784088768786
2005年11月23日発売　その181〜192
週刊ヤングジャンプH17年13号〜22･23合併号、25号、26号掲載分収録
19. 立ち昇る焔と運命の光 ISBN 9784088770277
2006年12月4日発売 その193〜202
番外編 決め手のカレーと北海道への旅立ち前夜の巻
週刊ヤングジャンプH17年27号〜36･37号
週刊ヤングジャンプ増刊・漫革H17年6/15号掲載分収録
20. 豪華絢爛な本戦大会出場者とエディブルガーディアンNo.7 ISBN 9784088770680
2007年4月24日発売 その203〜213
週刊ヤングジャンプH17年38号〜48号掲載分収録
21. 負けられない華屋敷と叩き上げのタイからの刺客 ISBN 9784088771076
2006年7月24日発売 その214〜224
週刊ヤングジャンプH17年49号〜52号、H18年2号〜10号掲載分収録
22. 最強の羊肉と皇帝への宣戦布告 ISBN 9784088771557
2006年10月24日発売 その225〜235
週刊ヤングジャンプH18年11号〜21号掲載分収録
23. 目覚めのマキトと新たなる舞台（ステージ） ISBN 9784088771953
2007年1月24日発売 その236〜245
番外編 愛しのBabyと笑顔を呼ぶクルフィの巻
週刊ヤングジャンプH18年22･23号〜32号
週刊ヤングジャンプ増刊漫革H18年11/15号掲載分収録
24. 2本の矢と神に選ばれた男 ISBN 9784088772462
2007年4月27日発売 その246〜257
週刊ヤングジャンプH18年33号〜45号掲載分収録
25. 風に舞うアヒルと理解不能の中華大人 ISBN 9784088772950
2007年7月19日発売 その258〜268
週刊ヤングジャンプH18年46号〜H19年5･6合併号掲載分収録
26. 崖っぷちの黄花楼と沖縄の美しき花 ISBN 9784088773384
2007年10月24日発売 その269〜279
週刊ヤングジャンプH19年7号〜17号掲載分収録
27. 五里霧中の男達と導きの女神 ISBN 9784088773766
2008年1月23日発売 その280〜289
週刊ヤングジャンプH19年18号〜27号、29号掲載分収録
28. 超絶優美な審査員とキミに捧げるLOVEカレー ISBN 9784088774244
2008年4月23日発売 その290〜299
番外編 この荒んだ素晴らしき世界と舞い降りたメイドエンジェルの巻
週刊ヤングジャンプH19年30号〜34号、36・37号合併号〜41号掲載分収録
週刊ヤングジャンプ増刊漫革H20年1/25号掲載分収録
29. 華屋敷、その大阪洋食魂と究極粉物カレー!! ISBN 9784088774732
2008年7月23日発売 その300〜308
番外編 嗚呼!夢見がちOLの理想と現実の日々の巻
週刊ヤングジャンプH19年42号〜50号掲載分収録
月刊ヤングジャンプH20年6月号掲載分収録
30. 仮面の謎と戦慄のガーディアン狩り!! ISBN 9784088775265
2008年10月17日発売 その309〜319
週刊ヤングジャンプH19年52号〜H20年10号、12号、13号掲載分収録
31. さよならー止まない雨と涙の二人ー ISBN 9784088775838
2009年1月19日発売 その320〜331
週刊ヤングジャンプH20年14号〜21・22合併号、24号〜27号掲載分収録
32. マキト＆結維ドキドキ♡釣りデートと+αのヒント ISBN 9784088776255
2009年4月17日発売 その332〜342
週刊ヤングジャンプH20年28号〜31号、33号〜40号掲載分収録
33. スペシャルステージの特別な結末と七瀬の決意 ISBN 9784088776811
2009年7月17日発売 その343〜353
週刊ヤングジャンプH20年41号〜47号、49号〜52号掲載分収録
34. スパイスさんに愛されたい！めるるの気持ちと春の雪どけ雪だるまカレー ISBN 9784088777351
2009年10月19日発売 その354〜364
週刊ヤングジャンプH21年1・2合併号〜13号掲載分収録
35. 孤高の天才、その覚悟とオレだけの戦場 ISBN 9784088777887
2010年1月19日発売 その365〜375
週刊ヤングジャンプH21年14号〜16号、18号〜21・22号、24〜27号掲載分収録
36. 結維直伝!?カレーとダイエットのおいしい関係 ISBN 9784088778389
2010年4月19日発売 その376〜386
週刊ヤングジャンプH21年28号、29号、31号〜40号掲載分収録
37. 全開放バトル!!全身料理と第3の目 ISBN 9784088778969
2010年7月16日発売 その387〜397
週刊ヤングジャンプH21年41号〜51号掲載分収録
38. 土門、積年の自戒と確執を超えた過去語り ISBN 9784088790404
2010年10月19日発売 その398〜409
週刊ヤングジャンプH21年52号〜H22年13号掲載分収録
39. 追い求めるカレーの姿と料理人のホントの答え ISBN 9784088790893
2011年1月19日発売 その410〜420
週刊ヤングジャンプH22年14号〜H22年25号掲載分収録
40. キケンだらけ!?乙女の尊厳と貞操を賭けた最後の手段!! ISBN 9784088791326
2011年4月19日発売 その421〜432
週刊ヤングジャンプH22年26号、28号〜39号掲載分収録
41. いざ出陣!皇帝のオーラと覚悟を決めた男の眼 ISBN 9784088791715
2011年7月19日発売 その433〜444
週刊ヤングジャンプH22年40号～51号掲載分収録
42. 精進ターリー対決決着!!決め手は食文化とカレーの原点!! ISBN 9784088792118
2011年10月19日発売 その445〜456
週刊ヤングジャンプH22年52号〜H23年1号,3号〜12号,14号,15号掲載分収録
43. レジェンドモード開放と蓮見の真の能力 ISBN 9784088792521
2012年1月19日発売 その457〜468
週刊ヤングジャンプH23年16号〜H23年18・19合併号,21号〜30号掲載分収録
44. 伝える-亡き父と結維の思い ISBN 9784088793023
2012年3月19日発売 その469〜479
週刊ヤングジャンプH23年31号〜H23年33号,35号〜43号掲載分収録
45. 再会-互いの無事と大切な絆を再確認 ISBN 9784088793276
2012年4月19日発売 その480〜490
週刊ヤングジャンプH23年44号〜H24年2号掲載分収録
46. 今は亡き父の願いと想いが通じた梅雨明け ISBN 9784088793795
2012年7月19日発売 その491〜501
週刊ヤングジャンプH24年3号〜H24年10号,12号,14号〜17号掲載分収録
47. エディブルファイト決勝戦と最後のひとつ…！ ISBN 978-4088794341
2012年10月19日発売 その502〜512
48. 劉庵の真実と人間であるための試練 ISBN 978-4088794358
2012年10月19日発売 その513〜523
49. マキトと結維の「華麗なる食卓」 ISBN 978-4088794990
2013年1月18日発売 その524〜534（完）

### レシピ本
- 華麗なる食卓〜美味なるレシピ編〜 2003年8月19日発売 ISBN 978-4088764924

## その他
- 2012年、1月9日東京都渋谷（HORIPRO G☆SQUAREカフェ）に作者がプロデュースした『華麗なる食卓』カレーショップがオープンした[1][2]。なお、2012年6月30日をもってこの企画は終了した[3]。